# 埃斯科内特 (上比利牛斯省)
埃斯科内特（法語：Escaunets）是法国上比利牛斯省的一个市镇，属于塔布区（Tarbes）比戈尔地区维克县（Vic-en-Bigorre）。该市镇总面积6.24平方公里，2009年时的人口为106人。

## 人口
埃斯科内特人口变化图示